# John Graham & Company
John Graham & Company, o John Graham & Associates, fue el nombre de una firma de arquitectura fundada en 1900 en Seattle, Washington, por el arquitecto de origen inglés John Graham (1873-1955) y dirigida por su hijo, John Graham Jr. (1908-1991).

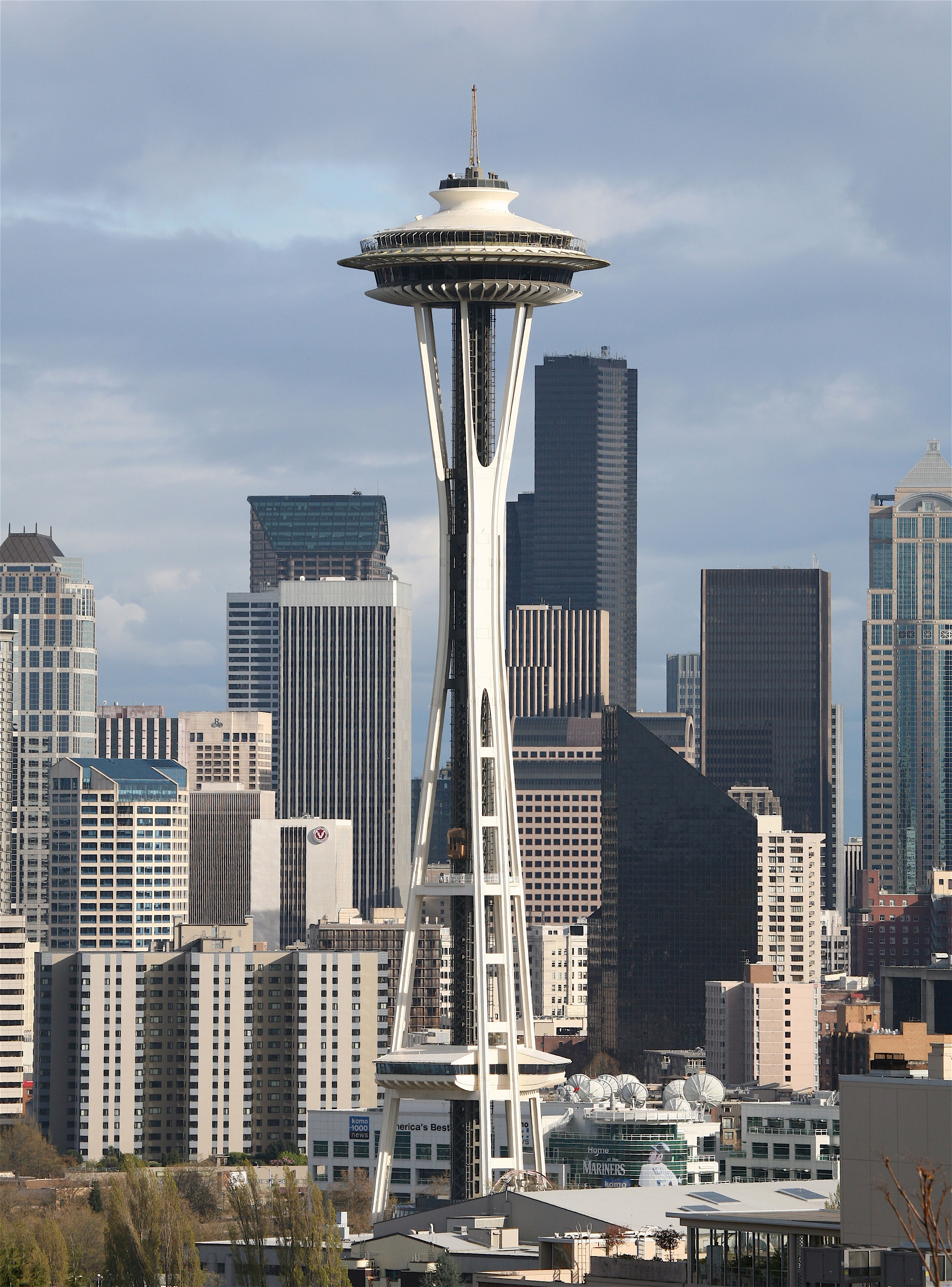
Space Needle, Seattle

La firma fue responsable de muchos hitos arquitectónicos de Seattle y de varias estructuras significativas a nivel nacional, incluyendo la Space Needle, la Torre Chase en Rochester, Nueva York, y el Westin Seattle.
La firma se fusionó con el DLR Group el 19 de mayo de 1986, y el nombre fue eliminado por completo en 1998.

## John Graham
John Graham nació en Liverpool, Inglaterra, en 1873. Se formó como arquitecto en Inglaterra cuando era joven. Visitó Seattle, Washington, por primera vez en 1896 y emigró a los Estados Unidos en 1900, comenzando una práctica arquitectónica en solitario en Seattle. Comenzó de manera modesta, diseñando principalmente edificios relacionados con la industria y residencias privadas. Su primer proyecto notable fue el diseño de la reconstrucción de la Iglesia de la Parroquia de la Trinidad en la Octava Avenida y James Street en 1902 después de que fuera dañada por un incendio.
Después de una breve asociación con Alfred Bodley en 1904, Graham fundó la firma Graham & Myers con David J. Myers en 1906. Trabajó con Myers hasta 1910. Como arquitecto de la Ford Motor Company, diseñó más de 30 de las plantas de ensamblaje de Ford entre 1912 y 1940. A lo largo de las décadas de 1920 y 1930, diseñaría cientos de edificios comerciales y públicos en el área de Seattle, incluyendo la tienda Frederick & Nelson (ahora Nordstrom) en 1916. También ayudó a fundar el Seattle Yacht Club y diseñó todas sus instalaciones originales.
Se retiró de la arquitectura en 1945 y falleció el 20 de marzo de 1955 mientras estaba de gira en Hong Kong.

## John Graham Jr.

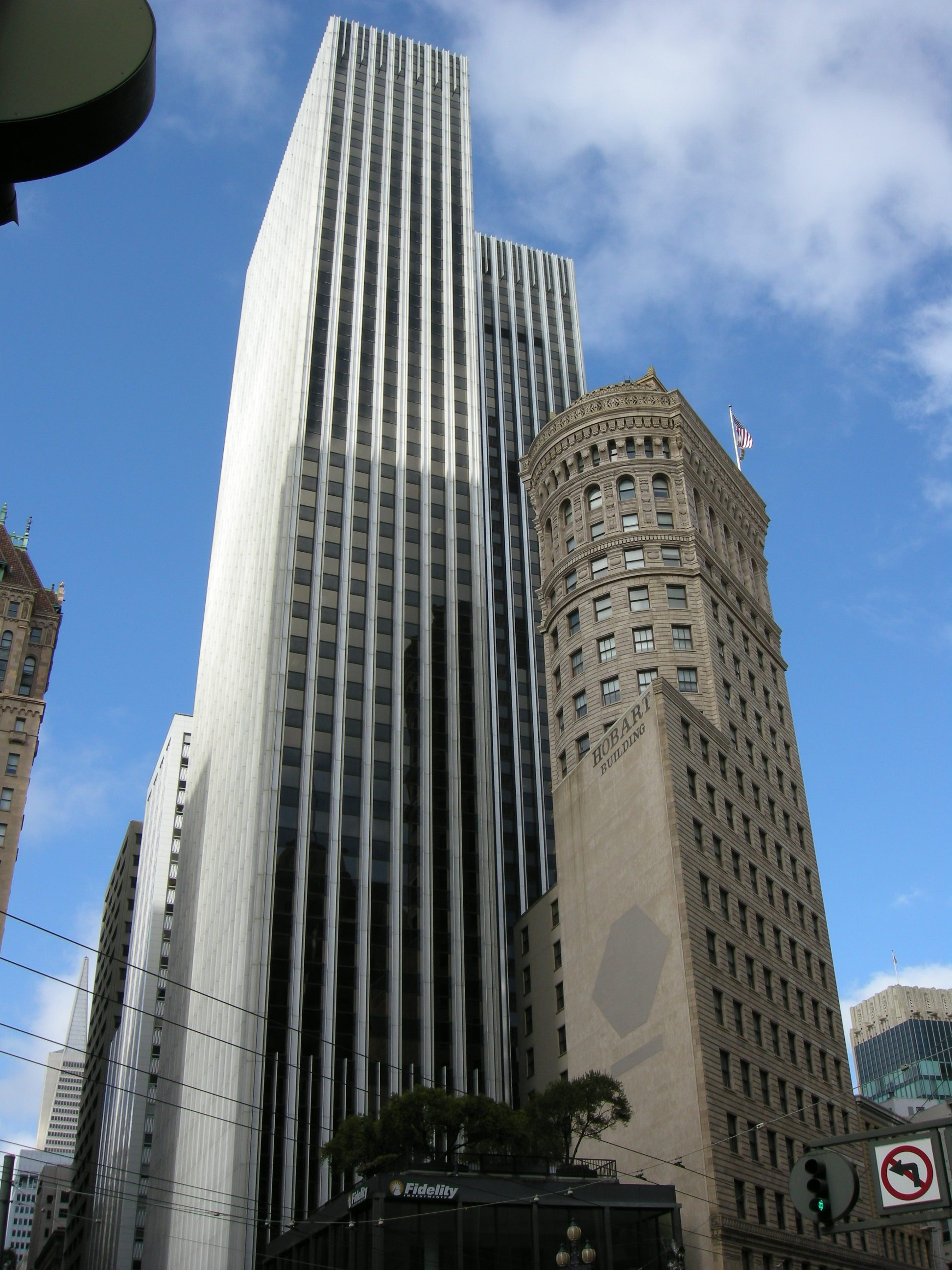
44 Montgomery (izquierda), junto al Edificio Hobart, San Francisco.

John Graham Jr. (1908-1991) nació y creció en Seattle, Washington. Después de graduarse de la Universidad de Yale, estableció una oficina satélite de la firma de su padre en la ciudad de Nueva York en 1937 y asumió la dirección de la oficina principal en 1946. Cambió el nombre de la firma a John Graham & Company y expandió una práctica regional relativamente modesta a una firma con presencia nacional. Fue responsable de más de mil encargos.
Su enfoque principal eran los proyectos comerciales. Muchos eran torres de oficinas modernas de mediados de siglo, como la torre 44 Montgomery en San Francisco en 1967. Pero Graham también fue responsable del desarrollo temprano del género de centros comerciales cerrados, especialmente el Northgate Shopping Center en Seattle, que abrió el 21 de abril de 1950, anticipándose al Northland Center en Detroit por cuatro años. La firma diseñaría setenta centros comerciales en todo el país.
La autoría de la obra más prominente de Graham, la Space Needle, es disputada. Tanto la oficina de Graham como el arquitecto de Seattle Victor Steinbrueck, consultor en el proyecto, reclamaron el crédito de diseño; el diseño también estuvo influenciado por los estándares de diseño de la Exposición Century 21 y el tema aeroespacial establecido por el arquitecto supervisor Paul Thiry. Claramente, el restaurante giratorio, el «Ojo de la Aguja», fue concebido por Graham. Ya había ideado «La Ronde» para el Ala Moana Shopping Center en Honolulu en 1961 y recibió una patente por la idea en 1964.
Graham falleció en Seattle el 29 de enero de 1991.

## Trabajo previo a la guerra
Las siguientes estructuras se encuentran en Seattle a menos que se indique lo contrario:
- Reconstrucción de la Iglesia de la Parroquia de la Trinidad, circa 1903.
- Edificio Butterworth, 1903.
- Casa Pierre P. Ferry, 1903-1906.
- Edificio Joshua Green, 10 pisos, 1910.
- Edificio del Banco Nacional Bellingham, Bellingham, Washington, 1912-1913, con F. Stanley Piper.
- Edificio Securities, 10 pisos, 1918.
- Frederick & Nelson, ahora la tienda insignia de Nordstrom, 10 pisos, 1918.
- Edificio Dexter Horton, 14 pisos, 1924.
- Edificio Bank of California (Seattle), 3 pisos, 1924.
- Villa Academy, antes Orfanato del Sagrado Corazón, 1924.
- Edificio Washington, 17 pisos, 1925.
- Edificio John Winthrop, 5 pisos, 1925.
- Edificio Montague & McHugh, Bellingham, Washington, 5 pisos, 1927.
- Hotel Georgia, 12 pisos, 1927.
- La tienda Bon Marché, ahora Amazon.com, 7 pisos, 1928.
- Edificio de Física de la Universidad de Washington (ahora Mary Gates Hall), 1928.
- El Roosevelt, 20 pisos, 1929.
- Edificio Joseph Vance, 14 pisos, 1929.
- Edificio Hartford, 1929.
- Hospital Marino de los EE. UU., ahora el Centro Médico del Pacífico, con Bebb y Gould, 1930.
- Edificio Exchange, 22 pisos, 1930.
- Edificio Municipal de Tacoma (Edificio de Artes Médicas), 17 pisos, 1931.
- Seminario de San Eduardo, Kenmore, Washington, 80,000 pies cuadrados, 1931.

## Trabajo posterior a la guerra
- The Decatur, edificio residencial en Seattle, 13 pisos, 1950.[6]
- Northgate Mall, 1950.
- Gulfgate Mall, Houston, 1956.
- Northshore Mall, Peabody, Massachusetts, 1957.
- Edificio AIA, 12 pisos, 1958.
- Ala Moana Office Building, Honolulu, 23 pisos, incluyendo el primer restaurante giratorio en los Estados Unidos, 1960.
- College Grove Shopping Center, San Diego, centro comercial regional al aire libre con tienda de 3 pisos.
- Space Needle, un elemento de la Exposición Century 21 de 1962, con Victor Steinbrueck (disputado), 1962.
- Moorestown Mall, Moorestown, Nueva Jersey, 1963.
- The Ilikai Hotel, Waikiki, Honolulu, 1964.
- Yorkdale Shopping Centre, Toronto, 1964.
- 44 Montgomery, Distrito Financiero de San Francisco, 43 pisos, 1967.
- Holiday Park Plaza, 16 pisos, 1967.
- Montgomery Mall, Bethesda, Maryland, 1968.
- Westin Seattle, torre sur 1969 (construida como Washington Plaza Hotel), torre norte 1982.
- Chase Tower, Rochester, Nueva York, 27 pisos, 1973.
- 901 Fifth Avenue, originalmente Edificio del Banco de California, 42 pisos, 1973.
- Edificio Federal Henry M. Jackson, (empresa conjunta con Bassetti/Norton/Metler/Rekevics), 37 pisos, 1974.
- One Capital Center, 14 pisos, 1975.
- Edificio de Oficinas del Estado, 11 pisos, 1975.
- Edificio ABC, 33 pisos, 1976.[7]
- Qwest Plaza, 33 pisos, 1976.
- Torre Southern Union, 20 pisos, 1980.
- Edificio y Tribunal Federal de EE. UU., 1981.
- Lloyd Center Tower, Portland, Oregón, 20 pisos, 1981.
- Clackamas Town Center, suburbio de Portland, Oregón, 1981.
- Sheraton Seattle Hotel, 34 pisos, 1982.